# Sport a Catanzaro
In questa voce sono raccolte informazioni sui maggiori protagonisti dello sport a Catanzaro e sulla storia dello sport nel capoluogo calabrese.

## Principali società sportive
Lo sport di gran lunga più seguito in città è tradizionalmente il calcio. La squadra più importante è il Catanzaro, compagine di lunga e importante tradizione, che nel corso della sua storia ha disputato 7 stagioni in Serie A, la cui prima promozione è stata conquistata nella stagione 1970-71, diventando così la prima squadra calabrese a centrare il salto di categoria in massima serie. È la seconda squadra calabrese per partecipazioni in Serie A, seconda solo alla Reggina che ne ha disputati 9. Tuttavia nella storia giallorossa si annoverano anche una partecipazione alla finale della 1965-66, dove ne uscì sconfitta dalla Fiorentina, e due semifinali, nel 1978-79 (sconfitta dalla Juventus) e nel 1981-82 (sconfitta dall'Inter). Il Catanzaro occupa un posto di rilievo nella cultura popolare calabrese essendo stato, nei tempi della prima promozione in massima serie, oggetto di coesione e di orgoglio territoriale per i tanti calabresi emigrati all'estero. Nel campionato 2022-2023 è stata promossa direttamente in Serie B con diverse giornate d'anticipo. La tradizione calcistica cittadina ha avuto un'importante protagonista nell'U.S.D. Real Catanzaro 1969, compagine che attualmente milita in Prima Categoria ma che annovera nel proprio palmarès tre campionati disputati in Serie D. La città dei tre colli vanta una tradizione di prestigio nel beach soccer. È presente infatti da anni con due compagini nel campionato di serie A. Il Catanzaro Beach Soccer è la squadra più titolata d'Italia. Ha conquistato tre scudetti, nel 2000, nel 2002 e nel 2003, perdendo nel 2010 la finale contro la formazione di Milano. Inoltre può vantare la vittoria delle prime quattro edizioni della Coppa Italia e della prima edizione della Supercoppa italiana, disputata nel 2004. L'altra squadra del capoluogo, il Panarea, è stata la prima formazione calabrese ad iscriversi al campionato di Serie A. Inoltre ha disputato la finale della Coppa Italia nel 2004, perdendola contro Catania Beach Soccer.

Una formazione dell'Unione Sportiva Catanzaro 1970-1971, che conquistò la prima promozione in Serie A della sua storia

Ottimi risultati sono stati conseguiti nel settore del calcio e del calcio a 5 femminile. La squadra locale è la Woman Soccer Catanzaro, che disputa principalmente campionati di calcio a 5 ma che ha preso parte anche a campionati di calcio a 11. Proprio nel calcio a 11 l'apice della storia della società è stato toccato nella stagione 2009-10, quando in seguito a problemi economici di alcune società iscritte in serie B, le giallorosse furono ripescate in serie cadetta, dopo aver militato ininterrottamente dalla fondazione in serie C. Nel comparto del calcio a 5 le giallorosse hanno raggiunto la storica promozione in Serie A nella stagione calcistica 2012-13, vincendo lo spareggio decisivo per il salto di categoria contro le siciliane dell'A.S.D. Mangesa Sport, formazione di Augusta.
Nel calcio a 5 maschile la principale società del capoluogo è il Catanzaro Calcio a 5 Stefano Gallo, che milita in Serie A2. La compagine è nata nel 2012 in seguito alla fusione delle due più importanti realtà cittadine, l'Atletico Catanzaro e la Catanzarese Stefano Gallo, formazione tra le più longeve d'Italia, essendo stata fondata nel lontano 1979. La Tre Colli Futsal è invece la seconda maggiore realtà del capoluogo. Fondata nel 2009, prende parte al campionato di Serie C1 e si è resa protagonista di un'importante scalata che in tre anni, dalla serie D, l'ha portata a disputare la suddetta categoria.
Nel basket maschile i colori della città di sono rappresentati dalla Basket Academy Catanzaro-Planet Basket Catanzaro, formazione che prende parte al campionato di Serie B, fondata nel 2011 sulle ceneri della fallita Pallacanestro Catanzaro che per anni aveva rappresentato la città in campionati blasonati. Tuttavia una storica società catanzarese, la Pallacanestro Greco, aveva militato in Serie A per tre anni a cavallo degli anni sessanta. Il basket femminile è rappresentato principalmente dalla Catanzaro Centro Basket (CCB), formazione che disputa la serie B. Tuttavia anche in questo caso Catanzaro aveva avuto una formazione nel massimo campionato nazionale. La ormai scomparsa Pallacanestro Catanzaro allenata da Stefano Perrotta conquistò la Serie A negli anni novanta.
Anche nel football americano il capoluogo calabrese vanta una lunga tradizione. Gli storici Red Eagles fondati nel 1985, furono una delle prime società a cimentarsi in questo sport in Italia. Fallirono nel 1994 ma l'attività ha ripreso vita nel 2008 con la fondazione degli Highlanders che disputano il Campionato Arena (CIF9), campionato a livello nazionale organizzato dalla FIDAF per squadre di football americano a 9 giocatori.
Nella pallavolo la principale compagine femminile è la Stella Azzurra, fondata nel 2003, che milita nel Campionato Regionale di Serie D, IIª Divisione, Under 18, Under 16, Under 14, Under 13 e Minivolley. Nella stagione 2010/2011 ha raggiunto il record di 140 tesserate. Un'altra importante società è la Ludens Catanzaro che milita in Prima Divisione. La principale società di rugby è il Catanzaro Rugby che milita in Serie C. Nella pallamano la città è invece rappresentata dall'Handball Club Catanzaro che milita in serie C.

## Impianti sportivi

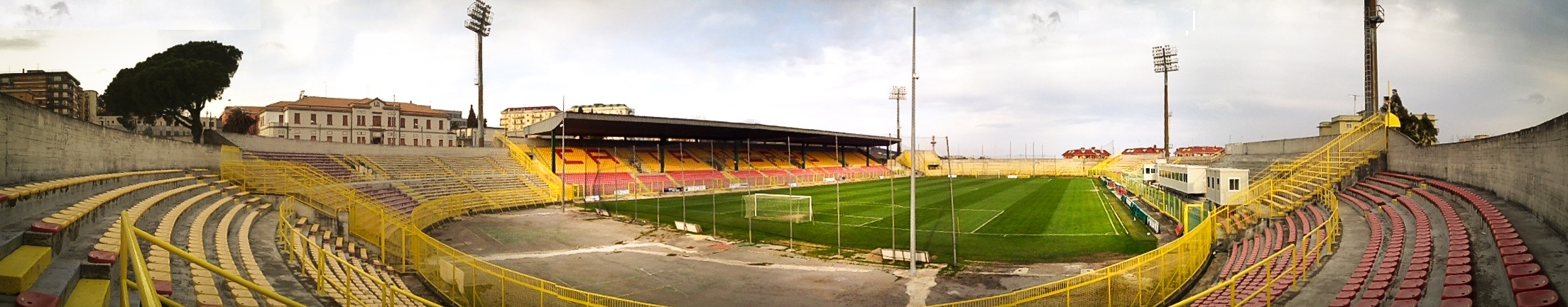
Stadio Nicola Ceravolo

Il capoluogo calabrese da sempre ha subito un deficit importante e ricorrente nella carenza di strutture sportive. Sicuramente la società sportiva catanzarese che più ne ha sofferto nel corso degli anni è stato il Catanzaro Calcio che non ha mai potuto usufruire di una fissa dimora per i propri allenamenti, dovendosi "arrangiare" di stagione in stagione. Tuttavia le aquile disputano le proprie sedute settimanali presso lo stadio Andrea Curto, sito nel quartiere marinaro della città. L'impianto ospita anche le partite di molte squadre giovanili del capoluogo. È dotato di una tribuna in cemento armato in grado di ospitare 2.000 spettatori, e terreno in erba sintetica di ultima generazione. Il principale impianto sportivo della città è lo Stadio Nicola Ceravolo. Costruito agli inizi del 1900 e inaugurato nel 1919, ha una capienza di 14.750 posti (attualmente ridotta a 7.500) ed è lo stadio più antico della regione. Il principale impianto indoor è il PalaGallo sito in località Corvo, che ospita incontri di basket, calcio a 5, pallavolo, arti marziali e scherma. Ha una capienza di 3.500 posti e nel 2006 ha ospitato la fase finale della Coppa Italia di calcio a 5. Nel quartiere Stadio è situato il PalaGreco, che ha una capienza di circa 3.000 posti e ospita gare di pallavolo e basket, ed il Campo scuola, impianto che dispone anche di una pista di atletica utilizzata quotidianamente da molti sportivi catanzaresi, la casa della locale squadra di football americano, gli Highlanders. Nel quartiere marinaro sono situati anche il PalaFermi, con una capienza di 1.000 posti circa, e il Poligiovino, un grande impianto sportivo polifunzionale comprendente una campo da calcio con una capienza di 2.500 posti, pista d'atletica, piscina con 750 posti e strutture per la pratica di varie specialità sportive. Del complesso fa parte anche il PalaGiovino, in grado di ospitare 2.000 spettatori, la casa della Planet Basket Catanzaro, nonché sede occasionale di incontri di boxe e kickboxe.
La piscina comunale è invece sita nel quartiere Pontepiccolo ed è dotata di una tribuna con una capienza di circa 750 posti. Inoltre strutture per il jogging e per la corsa campestre sono presenti nella Pineta di Giovino, nel Parco delle Biodiversità e nelle vaste aree verdi che costellano il territorio comunale. È presente inoltre uno skate park all'interno del Parco delle Biodiversità.

## Eventi sportivi
Il 28 dicembre 2005 Catanzaro è stata tappa del viaggio della Fiaccola olimpica per le Giochi olimpici invernali di Torino 2006. Inoltre dal 2009 si disputa il GP di Catanzaro, tappa del Gran Premio Internazionale di Ippica. Nel campo delle moto d'acqua, Catanzaro è tappa del Campionato Italiano F.I.M. Endurance e del Campionato Italiano F.I.M. Circuito.
Per sei volte Catanzaro è stata sede di arrivo di una tappa del Giro d'Italia, la prima nel 1930, l'ultima nel 2008.
| Anno | Tappa | Partenza        | km  | Vincitore di tappa | Maglia rosa       |
| ---- | ----- | --------------- | --- | ------------------ | ----------------- |
| 1930 | 4ª    | Reggio Calabria | 173 | Luigi Marchisio    | Luigi Marchisio   |
| 1954 | 3ª    | Reggio Calabria | 172 | Nino Defilippis    | Giuseppe Minardi  |
| 1965 | 8ª    | Maratea         | 103 | Frans Brands       | Bruno Mealli      |
| 1972 | 7ª    | Cosenza         | 151 | Gösta Pettersson   | Eddy Merckx       |
| 1996 | 6ª    | Crotone         | 179 | Pascal Hervé       | Pascal Hervé      |
| 2008 | 4ª    | Pizzo Calabro   | 183 | Mark Cavendish     | Franco Pellizotti |